# Darmflora

Anhäufung von Escherichia coli (Sekundärelektronenmikroskopie)

Als Darmflora (Synonyme: Intestinalflora, intestinale Mikrobiota, intestinales Mikrobiom) wird die Gesamtheit der Mikroorganismen bezeichnet, die den Darm von Menschen und Tieren als Symbionten besiedeln und für den Wirtsorganismus von entscheidender Bedeutung sind. Es besteht somit eine Wechselbeziehung zwischen Lebewesen zweier Arten. Die Darmflora gehört zum Mikrobiom eines Vielzellers.
Die Bezeichnung „Flora“ beruht auf der früher vertretenen Auffassung, Bakterien und viele andere Mikroorganismen gehörten zum Pflanzenreich. Da Bakterien heute eine eigene Domäne bilden, sollte richtigerweise von einer Darmmikroorganismengemeinschaft oder von einer Darmmikrobiota gesprochen werden.
Daneben finden sich im menschlichen Darm eine Vielzahl an – überwiegend harmlosen – Viren, etwa Bakteriophagen, die Bakterien abbauen.

## Zusammensetzung

### Darmflora des Menschen
Der Darm des Menschen wird von Bakterien, Archaeen und Eukaryoten besiedelt. Die Zusammensetzung der Darmflora ist bei jedem Menschen individuell und verändert sich stetig im Laufe des Lebens. Der Darm stellt ein komplexes und dynamisches bakterielles Ökosystem dar, das sich innerhalb der ersten Lebensjahre etabliert. Die Besiedlungsdichte des Darms ist anfangs gering und steigt mit zunehmendem Lebensalter stetig an. Während des Geburtsprozesses und kurz danach erfolgt die erste bakterielle Besiedlung des vorher sterilen humanen Verdauungstraktes. Bei natürlich geborenen Kindern beginnt die Kolonisation während der Geburt. Die ersten Mikroorganismen, die nachgewiesen werden können, sind Escherichia coli, Enterobakterien und Streptokokken. Durch Kaiserschnitt geborene Kinder erhalten zunächst eine Darmflora, die der mütterlichen Hautflora entspricht.
Einen besonderen Einfluss auf die Besiedlung hat die Nahrung. Ob ein Kind gestillt wird oder Flaschennahrung bekommt, lässt sich an der Darmflora erkennen. Der Darm gestillter Kinder wird nach den ersten Wochen hauptsächlich von den milchsäureproduzierenden Bakterien (Bifidobakterien und Laktobazillen) bevölkert. Die von ihnen produzierte Milchsäure führt zu einer Ansäuerung des Darmmilieus, die es pathogenen Bakterien erschwert, sich dort anzusiedeln. Im Gegensatz dazu wird bei Flaschenkindern eine erwachsenenähnliche Mikroflora nachgewiesen.
Die Darmflora von erwachsenen Menschen zeichnet sich durch eine Vielzahl von verschiedenen Bakteriengattungen aus. Bei einem gesunden Erwachsenen mittleren Alters besteht dieses Ökosystem aus hauptsächlich anaeroben Bakterien mit einer Gesamtzahl von 10 bis 100 Billionen. Molekulare Analysen der 16S-ribosomalen DNA haben bisherige kulturabhängige Schätzungen von 200 bis 300 Arten auf bis zu 1800 Gattungen mit bis zu 36.000 Arten ansteigen lassen. Die zum Darmkanal gehörende Besiedlung eines Menschen enthält mindestens 500 bis 1000 unterschiedliche Arten. Die Mikroorganismen besiedeln als Symbionten das Darmlumen, die Muzinschicht und die mukosalen Oberflächen. Im Gegensatz zum Dünndarm mit 103 bis 107 (zehn Millionen) Individuen je Gramm Kot ist der Dickdarm mit 1011 (hundert Milliarden) bis 1012 (eine Billion) Individuen je Gramm dicht besiedelt. Die Gesamtmasse der Mikroflora im Darmtrakt eines erwachsenen Menschen beträgt zwischen 1000 und 2000 Gramm, wobei sich über 50 % der mikroskopisch in Stuhlproben beobachtbaren Mikroorganismen nicht kultivieren lassen.
Die Darmflora besteht zu 99 % aus vier bakteriellen Abteilungen (Phyla = Stämmen): Firmicutes, Bacteroidetes, Proteobacteria und Actinobacteria. Bei Menschen mittleren Alters werden im Dickdarm fast ausschließlich obligate Anaerobier (Bacteroides, Bifidobacterium, Eubacterie, Clostridium, Fusobacterium, Ruminococcus, Roseburia) gefunden, während sich die Dünndarmmikroflora hauptsächlich aus fakultativ anaeroben Bakterien wie beispielsweise Enterococcus- und Lactobacillus-Arten zusammensetzt. Von der Art Escherichia coli gibt es verschiedene Biovare. Einige dieser Biovare sind als Darmbewohner des Menschen völlig harmlos, andere jedoch pathogen: enterohämorrhagische E. coli (EHEC), enteropathogene E. coli (EPEC), enteroinvasive E. coli (EIEC), enterotoxische E. coli (ETEC). Escherichia coli ist einfach zu kultivieren und wird in der Mikrobiologie als Modellorganismus verwendet.

### Darmflora des Hundes
Die Darmflora bei Hunden besteht zu 99 % aus fünf bakteriellen Abteilungen. Neben den Firmicutes, Bacteroidetes, Proteobacteria und Actinobacteria wie beim Menschen kommen beim Hund Fusobacteria vor. Im Magen finden sich bei gesunden Hunden Helicobacter spp., die die Magenschleimhaut einschließlich der Magendrüsen invasiv besiedeln. Im Dünndarm überwiegen Clostridia, Milchsäurebakterien und Proteobacteria, im Dickdarm Clostridiales, Bacteroides, Prevotella und Fusobacteria. Dabei ist zu beachten, dass jedes Tier ein individuelles intestinales Mikrobiom besitzt.

## Nutzen, Funktion, Bedeutung
Im Darm befinden sich rund 1,3-mal so viel Mikroorganismen, wie der Organismus des Menschen Zellen enthält. Im Dickdarm befinden sich sehr viel mehr Mikroorganismen als im Dünndarm. Die Intestinalmikroflora ist an der Abwehr von Krankheitserregern (Kolonisationsresistenz) beteiligt und beeinflusst das Immunsystem, wobei nicht ganz klar ist, ob sich für den Wirt insgesamt ein Vorteil ergibt. Experimente mit von Mikroorganismen freien und normalen Mäusen haben gezeigt, dass verschiedene Bakterien und Amöben durch die Anwesenheit der Darmflora erst pathogen werden, hingegen werden die negativen Auswirkungen von einigen anderen eukaryotischen Einzellern und Saugwürmern verringert. Die Konstanz der Milieubedingungen im Darm und die Vielseitigkeit der in Form der Nahrung zugeführten Substrate begünstigen die Entwicklung einer an Individuen- und Arten-Zahl und Aktivitäten äußerst komplexen Mikroorganismengesellschaft. Nahrungsbestandteile und vom menschlichen Organismus gebildete Stoffe dienen den Mikroorganismen als Nährstoff- und Energiequelle. Die Mikroorganismen haben verschiedene Wirkungen auf den Menschen wie
- Immunmodulation[16]
- Abwehr und Bekämpfung von pathogenen Erregern,
- Versorgung mit Vitaminen (Thiamin, Riboflavin, Pyridoxin, B12, K)
- Unterstützung der Verdauung von Nahrungsbestandteilen[17]
- Versorgung der Darmepithelschicht mit Energie (Butyrat)[17]
- Beeinflussung des Hungers[18]
- Anregung der Darmperistaltik
- Produktion von kurzkettigen Fettsäuren (Butyrat, Essigsäure, Propionsäure)[17]
- Detoxifizierung von Xenobiotika[19]
- Verbesserung der Hitzeresistenz[20]
- Verbesserung der Ausdauer-Leistungsfähigkeit[21]

Während des mikrobiellen Abbaus unverdaulicher Kohlenhydrate (Ballaststoffe) werden im menschlichen Darm kurzkettige Fettsäuren (hauptsächlich Essig-, Propion- und Buttersäure) und Gase gebildet, wie Wasserstoff (H2), Kohlenstoffdioxid (CO2) und Methan (CH4). Darmepithelzellen nehmen die Fettsäuren auf und verstoffwechseln sie; die Gase werden ausgeschieden (Flatulenz). Unter den kurzkettigen Fettsäuren wird besonders der Buttersäure auf Grund ihrer physiologischen Effekte eine besondere Bedeutung zugesprochen. Beispielsweise wurde bei Darmkrebs eine verminderte intestinale Buttersäurekonzentration beobachtet. Eine weitere Funktion der kurzkettigen Fettsäuren ist die Anregung der Darmperistaltik, der kontraktiven Bewegung des Darms zur Beförderung von Nahrungsbrei in Richtung Enddarm.

Verstoffwechselung bakteriell gebildeter kurzkettiger Fettsäuren

Bei der anaeroben Verstoffwechselung von Proteinen werden kurzkettige, aber auch verzweigtkettige Fettsäuren gebildet (iso-Valeriansäure, iso-Buttersäure). Daneben können noch Produkte wie Thiole (Mercaptane), Indole, Amine und Schwefelwasserstoff (H2S) gebildet werden. Im geringen Maße wird auch Stickstoff (N2) gebildet. Fette werden unter anoxischen Bedingungen im Darm nicht verstoffwechselt.
Die Darmflora beeinflusst das Körpergewicht und spielt eine Rolle bei der Fettsucht (Adipositas). Aus Experimenten an „dicken“ (englisch obese) Mäusemutanten (ob/ob), denen der Fettsäureregulator Leptin fehlt, ist bekannt, dass sich die Darmflora von dicken und schlanken Mäusen hinsichtlich der Zusammensetzung des Verhältnisses von Bakterien der Gattung Bacteroides und des Stamms (Abteilung) der Firmicutes unterscheidet, wobei dicke Mäuse einen größeren Anteil an Firmicutes aufweisen. Auch die Darmflora des Menschen hat Einfluss auf das Körpergewicht.
Das Verhältnis zwischen dem Anteil an Firmicutes und Bacteroides ist in schlanken und übergewichtigen Individuen verschieden, bei Übergewichtigen ist es zu Firmicutes verschoben. Das Verhältnis ist dynamisch und korreliert mit Veränderungen im Körpergewicht, so dass sich bei einer Gewichtsreduktion das Verhältnis von Firmicutes zu Bacteroides hin verschiebt. Die gegenseitige Beeinflussung der Zusammensetzung der Darmflora und des Körpergewichtes wird mit der Energieaufnahme in Zusammenhang gebracht, weil durch die Zusammensetzung der Darmflora die Verdauung von Fettsäuren und Polysacchariden beeinflusst wird. Dies geht aus Experimenten hervor, in denen die Darmflora (aus dem Caecum) von dicken Mäusen in Mikroorganismen-freie Mäuse transplantiert wurde, und diese anschließend, trotz Verringerung der Nahrungszufuhr, an Gewicht zunahmen.
Es wird diskutiert, inwiefern die Zusammensetzung der Darmflora bei Mäusen, wie bei Menschen, einen Einfluss auf das emotionale Verhalten und den Umgang mit Stress hat.
In ihrer Funktion als Kommensalen verhindern die Mikroorganismen durch ihre bloße Menge ein Überwuchern von pathogenen Mikroorganismen, wie dies durch Clostridium difficile bei der pseudomembranösen Kolitis geschieht. Umgekehrt kann durch die Verabreichung von Stuhl eines gesunden Spenders durch einen Einlauf (über das Rektum oder eine liegende Nasoduodenalsonde) eine therapieresistente pseudomembranöse Kolitis in der Mehrzahl der Fälle ausgeheilt werden, wie Studien zeigten. Über Erfolge bei anderen chronisch-entzündlichen Darmerkrankungen wurde ebenfalls berichtet.
Mit etwa 30 % der Trockenmasse ist die Darmflora ein wesentlicher Bestandteil der Fäzes.

## Fehlbesiedelung des Darms (Dysbiose)
Veränderungen der Darmflora können in einer Unter- oder Überbesiedelung und in einer Veränderung ihrer Zusammensetzung bestehen. Bei der Dysbiose können Fehlbesiedelungen entweder im Dick- oder im Dünndarm oder bei beiden gleichzeitig auftreten. Die optimale Zusammensetzung der Darmflora ist wirtsabhängig. Mäuse, die mit einer typischen Darmflora vom Menschen oder von der Ratte ausgestattet werden, weisen gegenüber Mäusen, welche die typische Darmflora für Mäuse besitzen, Schwachstellen in ihrem Immunsystem auf.

### Symptome
Diese umfassen allgemein Bauchschmerzen, Blähungen, eine erhöhte Infektanfälligkeit sowie Anfälligkeit für Nahrungsmittelunverträglichkeiten. Bei einer gestörten Dünndarmflora tritt ein Blähbauch ohne abgehende Darmgase auf, der Bauch verflacht über Nacht wieder. Bei einer Fehlbesiedelung des Dickdarms dagegen tritt der Blähbauch mit abgehenden Darmgasen auf. Es sind ebenso Rückwirkungen auf das Immunsystem und Zusammenhänge der gestörten Darmbesiedelung mit dem Nervensystem zu beobachten.

### Diagnose
Um auf eine Fehlbesiedelung zu prüfen, wird zuerst zum Ausschluss einer Dünndarmfehlbesiedlung ein Lactulose-H2-Atemtest durchgeführt. Zusätzlich empfiehlt sich ein ausführlicher H2-Atemtest mit Laktose oder Fruktose, da diese Unverträglichkeiten einer bakteriellen Überbesiedelung aufgelagert sein können. Wenn eine Fehlbesiedelung des Dünndarms ausgeschlossen wurde, kann zusätzlich mit Hilfe einer Stuhlprobe der Darmflorastatus ermittelt werden, um auf eine Fehlbesiedelung des Dickdarms zu prüfen.

## Forschungsgeschichte

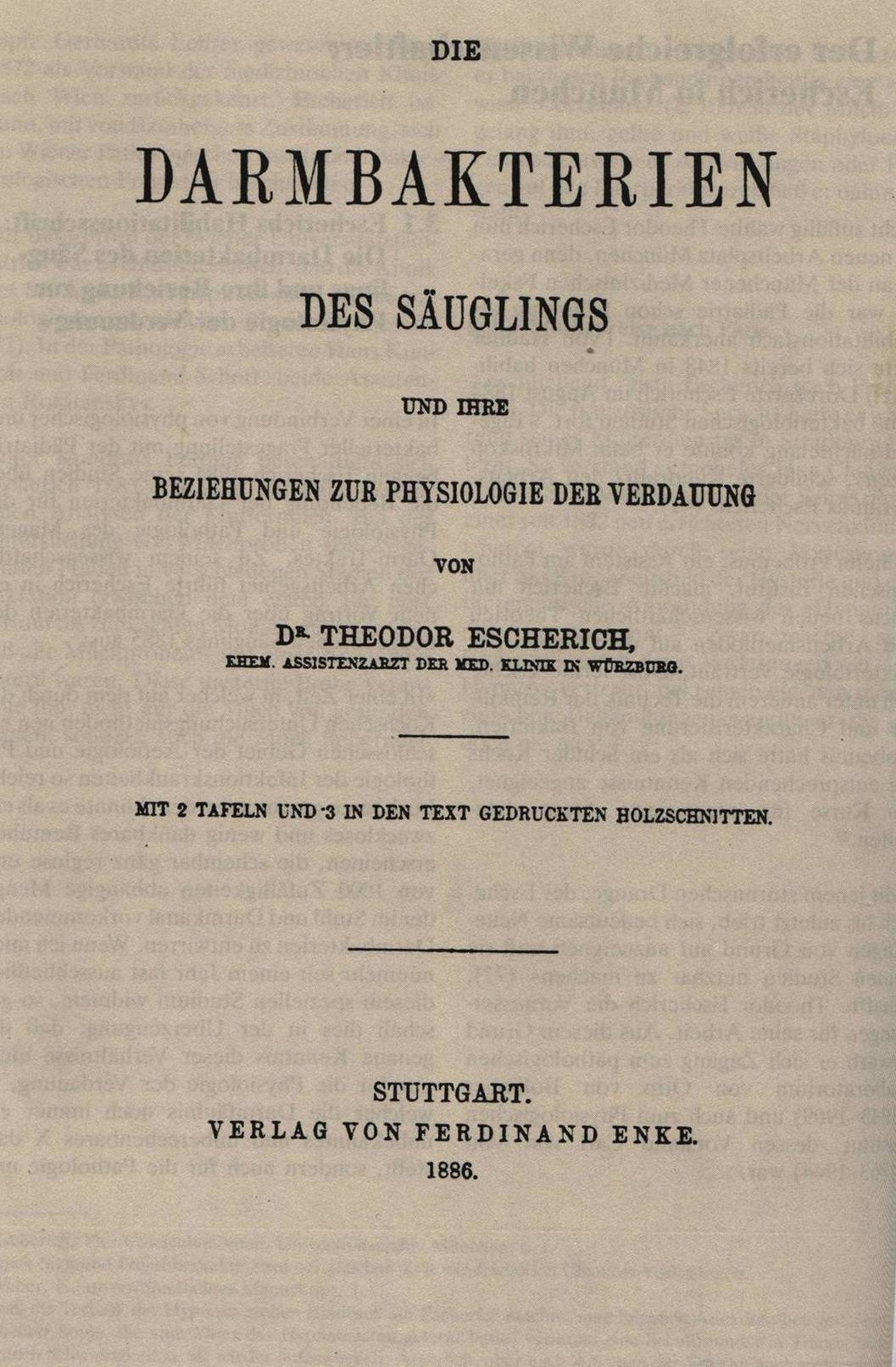
Theodor Escherichs Habilitationsschrift von 1886

Da entdeckt wurde, dass Bakterien Krankheiten verursachen können, wurde die Existenz der Darmflora nach ihrer Entdeckung für eine Krankheit gehalten, die den Namen „intestinale Toxämie“ erhielt: Arbuthnot Lane (1856–1943), der Chirurg des britischen Königshauses, empfahl seinen Patienten, sich wegen der gefährlichen Eingeweidebewohner den Dickdarm entfernen zu lassen. Darmreinigungen kamen bei Ärzten in Mode. In der weiteren Folge wurde das Thema von der Forschung weitgehend ignoriert. Die anaeroben Mikroorganismen konnten im Labor nicht untersucht werden.
Im Jahr 1886 hatte Theodor Escherich Untersuchungen über die Darmflora des Säuglings vorgenommen.
Erst das Aufkommen der Antibiotika, deren bakterientötende Eigenschaft die Darmflora beschädigte, und die Folgen dieser Schädigung brachten das Thema zurück auf die Agenda der Forschung. Letztlich blieben wegen der praktischen Schwierigkeiten zunächst große Fortschritte aus. Dies lag daran, dass mit den klassischen Kulturverfahren nur ein Bruchteil der Darmmikrobiota nachgewiesen werden konnte. Das Bild der Zusammensetzung der Darmflora hat sich seit Einführung molekularbiologischer Techniken teilweise grundlegend geändert.

## Beeinflussung der Darmflora
Zunächst wird bei einer Vaginalgeburt sofort der Darm des Säuglings besiedelt. Anfänglich sind Enterobakterien und Streptokokken im Stuhl nachweisbar, und bei Muttermilch-Ernährung sind bald Bifidobakterien und Ruminococcus-Arten vorherrschend. Es besteht ein Zusammenhang zwischen mütterlicher Vaginalflora und fetaler Darmflora bei Vaginalgeburten.

### Medizinische Eingriffe
Die Schädigung der Darmflora durch Antibiotika ist eine Nebenwirkung dieser Medikamentengruppe und kann zu einer antibiotika-assoziierten Diarrhoe führen. Normalerweise stellt sich jedoch das ursprüngliche Gleichgewicht innerhalb weniger Wochen wieder ein. Jedes vierte Medikament aus der Humanmedizin beeinflusst die Darmbakterien negativ und kann zu einer Antibiotikaresistenz beitragen.
Inwieweit die Darmflora durch die Zuführung von Mikroorganismen, beispielsweise durch Probiotika, beeinflusst werden kann („Symbioselenkung“), ist wissenschaftlich umstritten.
In der Behandlung von Clostridium-difficile-Darminfektionen (antibiotikaassoziierte Kolitis) sowie anderen bakteriell bedingten Darmentzündungen wird seit einigen Jahren die fäkale Bakterien-Therapie in Form der Stuhltransplantation angewendet. Dabei wird Stuhl eines gesunden Spenders in physiologischer Kochsalzlösung aufgelöst, gereinigt und entweder über ein Klistier in den Dickdarm oder über eine nasogastrische Sonde in den Magen des Empfängers gebracht.
Erforscht werden bacteriocinartige Hemmsubstanzen (BLIS) zur möglichen Sanierung.

## Dokumentarfilme
- Unser Bauch - Die wunderbare Welt des Mikrobioms, Regie: Thierry de Lestrade und Sylvie Gilman, ARTE F, 2019, im ARTE Magazin: Wunderwelt im Darm
- Der kluge Bauch: Unser zweites Gehirn, Regie: Cécile Denjean, ARTE F, 2013